# Tiago Sá
Tiago Magalhães de Sá (* 11. Januar 1995 in Vila Verde) ist ein portugiesischer Fußballtorwart, der seit 2005 bei Sporting Braga spielt.

## Karriere

### Verein
Sá begann schon mit 10 Jahren in der Jugend von Sporting Braga. 2013 bekam er erste Spielminuten für die zweite Mannschaft in der Segunda Liga. Bis 2017 lief er für diese 130 Mal auf. Am 31. August 2018 folgte sein Debüt für die Profimannschaft, als er gegen den GD Chaves auflief. In dieser Saison war er Stammtorhüter und spielte in 31 von 34 Spielen. In der Folgesaison wurde er von Matheus ersetzt. In der Saison spielte er schließlich nur insgesamt vier Mal.

### Nationalmannschaft
Sá spielte bislang für diverse Fußballauswahlen der Federação Portuguesa de Futebol.

## Erfolge
Sporting Braga
- Portugiesischer Pokalsieger: 2021
- Portugiesischer Ligapokalsieger: 2020